# Classe Melitipol
Le unità della classe Melitipol erano piccole navi cargo costruite a metà anni cinquanta per la marina militare sovietica. Due esemplari furono trasformati negli anni settanta in trasporti per missili (Indirika e Fort Sheverenko), mentre altri tre vennero modificati come navi da sorveglianza idrografica.